# Mark Waters
Mark Stephen Waters (* 30. Juni 1964 in Cleveland, Ohio) ist ein US-amerikanischer Regisseur.

## Leben
Sein Debüt als Regisseur gab Mark Waters 1997 mit der dramatischen Komödie Wer hat Angst vor Jackie-O.?, für die er auch das Drehbuch geschrieben hatte. Im Jahr 2001 drehte er Hals über Kopf mit Freddie Prinze junior in der Hauptrolle.
Den größten Erfolg hatte er bisher mit der Komödie Freaky Friday – Ein voll verrückter Freitag, in der Lindsay Lohan und Jamie Lee Curtis die Hauptrollen spielten. Ein Jahr später drehte er erneut einen Film mit Lindsay Lohan, die Komödie Girls Club – Vorsicht bissig!. 2005 drehte er die Bestsellerverfilmung Solange du da bist mit Reese Witherspoon und Mark Ruffalo.
Mark Waters ist der Bruder des Drehbuchautors Daniel Waters. Seit dem 10. November 2000 ist er mit der Schauspielerin Dina Spybey verheiratet.

## Filmografie
als Regisseur
- 1997: Wer hat Angst vor Jackie-O.? (The House of Yes, auch Autor)
- 2001: Hals über Kopf (Head Over Heels)
- 2002: Achtung: Nicht jugendfrei! (Warning: Parental Advisory, TV)
- 2003: Freaky Friday – Ein voll verrückter Freitag (Freaky Friday)
- 2004: Girls Club – Vorsicht bissig! (Mean Girls)
- 2005: Solange du da bist (Just Like Heaven)
- 2008: Die Geheimnisse der Spiderwicks (The Spiderwick Chronicles)
- 2009: Der Womanizer – Die Nacht der Ex-Freundinnen (Ghosts of Girlfriends Past)
- 2011: Mr. Poppers Pinguine (Mr. Popper’s Penguins)
- 2012: Made in Jersey (Fernsehserie, 2 Episoden)
- 2013: Witches of East End (Fernsehserie, Episode 1x01)
- 2014: Vampire Academy
- 2016: Bad Santa 2
- 2018: #Fashionvictim (Fernsehfilm)
- 2020: Magic Camp
- 2021: Einer wie keiner (He’s All That)
- 2024: Mother of the Bride
- 2025: La Dolce Villa

als Produzent
- 2009: (500) Days of Summer